# Masalia rhodospila
Masalia rhodospila là một loài bướm đêm trong họ Noctuidae.